# 21437 Georgechen
A 21437 Georgechen (ideiglenes jelöléssel 1998 FG117) a Naprendszer kisbolygóövében található aszteroida. A LINEAR projekt keretében fedezték fel 1998. március 31-én.